# Ludwig Christian Wilhelm Zwicker
Ludwig Christian Wilhelm Zwicker (* 14. April 1763 in Hannover; † 5. Juni 1824 ebenda) war zwischen 1810 und 1820 Bürgermeister von Hannover.

## Leben

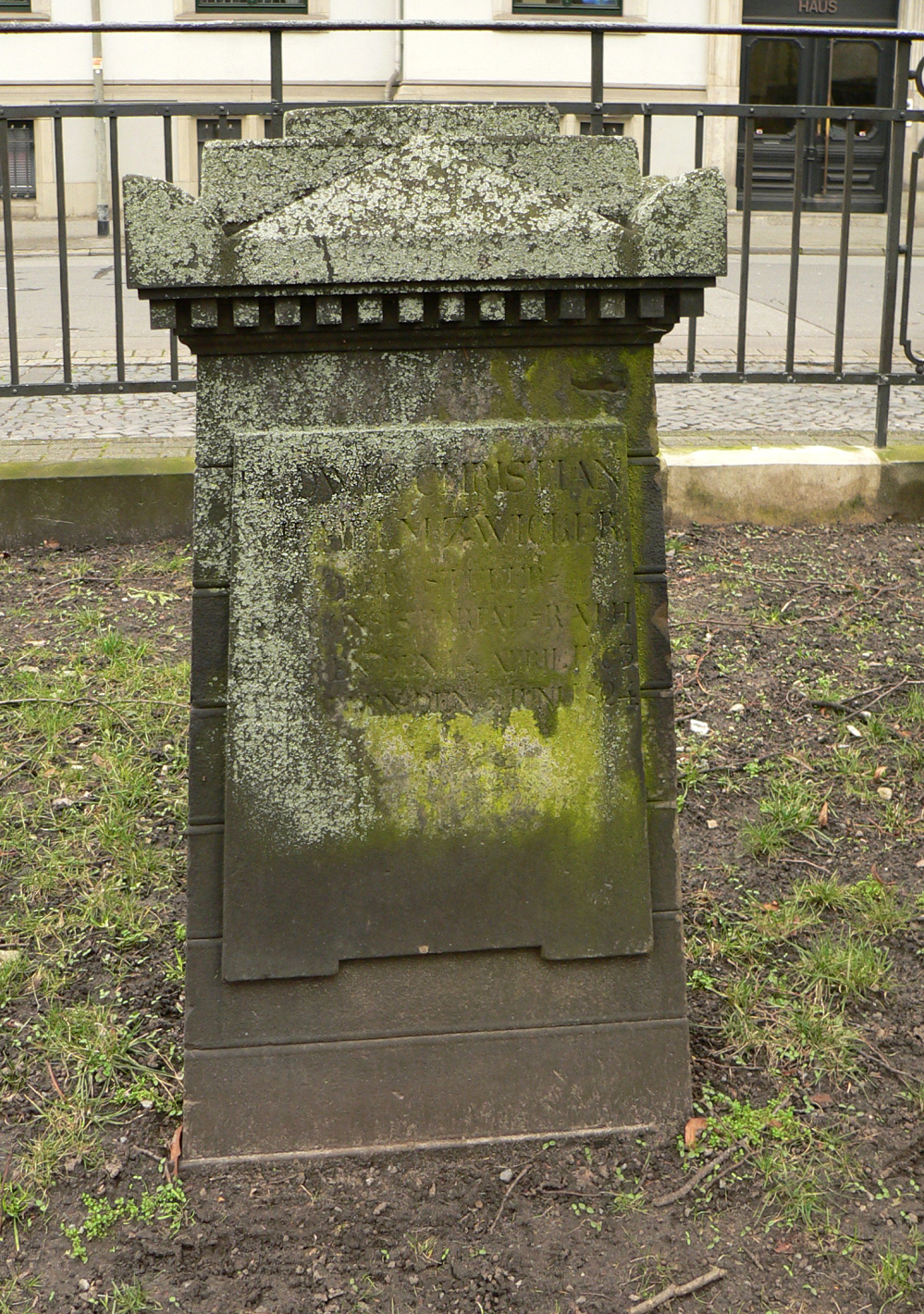
Grabmal auf dem Gartenfriedhof

Zwicker wurde als Sohn eines Pastors der Aegidienkirche in Hannover geboren. Nach seinem Jura-Studium in Göttingen von 1781 bis 1786 war er zunächst als Anwalt in Hannover tätig. 1802 wurde er Syndikus der Stadt Münden, 1803 Mitglied des hannoverschen Konsistoriums. Im Januar 1810 wurde er nach dem Tod von Ernst Friedrich Hector Falcke zum Bürgermeister gewählt. Im September 1810 schied er jedoch aufgrund der Eingliederung Hannovers zum Königreich Westphalen für drei Jahre aus dem Amt aus. Seine zweite Amtszeit ging von 1813 bis 1820. Anschließend war Zwicker noch als Obersteuerrat im Staatsdienst tätig.
Zwicker war Freimaurer und von 1810 bis 1820 Meister vom Stuhl der Hannoveraner Loge Friedrich. Er wurde auf dem Gartenfriedhof bestattet. Der Dichterjurist Carl August Heinrich Zwicker ist sein Sohn.